# Чемпионат Румынии по волейболу среди мужчин
Чемпионат Румынии по волейболу среди мужчин — ежегодное соревнование мужских волейбольных команд Румынии. Проводится с 1931 года (с перерывами).
Соревнования проходят в двух дивизионах — А1 и А2. Организатором чемпионатов является Румынская федерация волейбола.

## Формула соревнований (дивизион А1)
Чемпионат в дивизионе А1 (сезон 2024/25) проводился в два этапа. На предварительной стадии команды играли в два круга. По её итогам 8 лучших вышли в плей-офф и далее по системе с выбыванием определили финалистов, которые разыграли первенство. Серии матчей плей-офф проводились до двух (в четвертьфинале и полуфинале) и до трёх (в финале) побед одного из соперников.
За победу со счётом 3:0 и 3:1 команды получают 3 очка, 3:2 — 2 очка, за поражение со счётом 2:3 — 1 очко, 0:3 и 1:3 — 0 очков.
В чемпионате 2024/25 в дивизионе А1 участвовали 11 команд: «Динамо» (Бухарест), «Корона» (Брашов), «Университатя» (Крайова), «Залэу», «Аркада» (Галац), «Стяуа» (Бухарест), «Рапид» (Бухарест), «Штиинца» (Бая-Маре), «Униря» (Деж), «Штиинца» (Бухарест), «Университатя» (Клуж-Напока). Чемпионский титул выиграло «Динамо», победившая в финальной серии команду «Корона» 3-0 (3:0, 3:2, 3:2). 3-е место заняла «Университатя» (Крайова).

## Чемпионы
| - 1931 «Апэратория Патрие» Бухарест - 1932 «Апэратория Патрие» Бухарест - 1934 «Спортул Студенческ» Бухарест - 1935 «Спортул Студенческ» Бухарест - 1936 «Спортул Студенческ» Бухарест - 1937 «Спортул Студенческ» Бухарест - 1938 ПТТ Бухарест - 1939 КФР Бухарест - 1940 «Бонапарт» Бухарест - 1942 «Авынтул» Бухарест - 1943 ВСК Бухарест - 1945 «Медичина» Бухарест - 1947 «Медичина» Бухарест - 1949 КФР Бухарест - 1950 «Локомотивэ» Бухарест - 1951 КЦА Бухарест - 1952 КЦА Бухарест - 1953 «Динамо» Бухарест - 1954 КЦА Бухарест - 1955 «Локомотивэ» Бухарест - 1956 «Локомотивэ» Бухарест - 1957 КЦА Бухарест - 1958 «Динамо» Бухарест - 1959 «Рапид» Бухарест - 1960 «Рапид» Бухарест - 1961 «Рапид» Бухарест - 1962 «Рапид» Бухарест - 1963 «Рапид» Бухарест - 1964 «Рапид» Бухарест - 1965 «Рапид» Бухарест - 1966 «Рапид» Бухарест - 1967 «Стяуа» Бухарест - 1968 «Стяуа» Бухарест - 1969 «Стяуа» Бухарест - 1970 «Стяуа» Бухарест - 1971 «Стяуа» Бухарест - 1972 «Динамо» Бухарест - 1973 «Динамо» Бухарест - 1974 «Динамо» Бухарест - 1975 «Динамо» Бухарест - 1976 «Динамо» Бухарест - 1977 «Динамо» Бухарест - 1978 «Стяуа» Бухарест - 1979 «Динамо» Бухарест - 1980 «Динамо» Бухарест | - 1981 «Динамо» Бухарест - 1982 «Динамо» Бухарест - 1983 «Динамо» Бухарест - 1984 «Динамо» Бухарест - 1985 «Динамо» Бухарест - 1986 «Стяуа» Бухарест - 1987 «Стяуа» Бухарест - 1988 «Стяуа» Бухарест - 1989 «Стяуа» Бухарест - 1990 «Стяуа» Бухарест - 1991 «Стяуа» Бухарест - 1992 «Динамо» Бухарест - 1993 «Эксплорари» Бая-Маре - 1994 «Динамо» Бухарест - 1995 «Динамо» Бухарест - 1996 «Ардаф» Клуж-Напока - 1997 «Залэу» - 1998 «Залэу» - 1999 «Залэу» - 2000 «Петролул» Плоешти - 2001 «Петролул» Плоешти - 2002 «Петролул» Плоешти - 2003 «Тулча» - 2004 «Тулча» - 2005 «Тулча» - 2006 «Петролул» Плоешти - 2007 «Томис» Констанца - 2008 «Томис» Констанца - 2009 «Томис» Констанца - 2010 «Залэу» - 2011 «Ремат» Залэу - 2012 «Ремат» Залэу - 2013 «Томис» Констанца - 2014 «Томис» Констанца - 2015 «Томис» Констанца - 2016 «Университатя» Крайова - 2017 «Залэу» - 2018 «Триколорул» Плоешти - 2019 «Аркада» Галац - 2020 «Аркада» Галац - 2021 «Аркада» Галац - 2022 «Аркада» Галац - 2023 «Аркада» Галац - 2024 «Корона» Брашов - 2025 «Динамо» Бухарест |